# کراسیمیر بالاکوف
کراسیمیر بالاکوف (بلغاری: Красимир Балъков؛ زادهٔ ۲۹ مارس ۱۹۶۶) یک بازیکن فوتبال سابق اهل بلغارستان است که در پست هافبک بازی می‌کرد.
از باشگاه‌هایی که در آن بازی کرده‌است می‌توان به اسپورتینگ لیسبون و اشتوتگارت اشاره کرد.
وی همچنین در تیم ملی فوتبال بلغارستان بازی کرده‌است.